# Tokushima Vortis
Tokushima Vortis (jap. 徳島ヴォルティス Tokushima Vorutisu) – japoński klub piłkarski grający w J2 League. Klub ma siedzibę w Tokushima, w prefekturze Tokushima, na wyspie Sikoku. Klub gra na stadionie zlokalizowanym w Naruto.
Tokushima Vortis jestem jednym z dwóch klubów J2 League z wyspy Sikoku. Ich lokalnym rywalem jest Ehime F.C.